# Alfredo Manuel Arrillaga
Alfredo Manuel Arrillaga (n. San Nicolás de los Arroyos, 2 de junio de 1933) es un exmilitar argentino condenado por diversos crímenes de lesa humanidad cometidos durante la última dictadura cívico-militar argentina y por homicidio y desaparición forzada durante el copamiento del cuartel de La Tablada. 

## Biografía

### Carrera
Con el grado de teniente coronel, fue jefe del Grupo de Artillería 3 con asiento en Paso de los Libres.
Siendo coronel, fue oficial de Operaciones de la Agrupación de Artillería de Defensa Aérea 601 de Mar del Plata.
En 1989, Arrillaga se encargó de la operación de la recuperación del cuartel La Tablada, tomado por el Movimiento Todos por la Patria.

### Juicios
En 2012, fue condenado a cadena perpetua por crímenes de lesa humanidad cometidos en el centro clandestino de detención «La Cueva».